# Adrasteia Sangallensis
Die Adrasteia Sangallensis ist eine schweizerische Mittelschülerinnenverbindung in St. Gallen. Sie wurde am 1. Dezember 1989 gegründet und ist somit die älteste Damenverbindung der Schweiz.

## Couleur und Wahlspruch
Die Damen und Ladies der Adrasteia tragen ein violett-schwarz-violettes Band mit silberner Percussion. Fuxinnen tragen ein zweifarbiges, violett-schwarzes Band. Das Band wird im Unterschied zu den meisten anderen Verbindungen über die linke Schulter getragen. Dazu wird eine violette Tellermütze getragen.
Ihr Wahlspruch lautet: Ab imo pectore!

## Allgemeines
Die Adrasteia ist eine von mehreren Schülerverbindungen an der Kantonsschule am Burggraben (KSBG) in St. Gallen, wobei sie die einzige reine Frauenverbindung ist. Seit ihrer Gründung hat sie ein freundschaftliches Verhältnis zu den anderen Schülerverbindungen an der KSBG, insbesondere zu der Zofingia Mittelschulssektion St. Gallen. Ihr Name leitet sich von der Bergnymphe Adrasteia aus der Griechischen Mythologie ab. Ihre Mitglieder unterscheiden sich in Fuxinnen und Damen. Mitglieder, welche ihre Schulzeit an der Kantonsschule beendet haben, werden Ladies genannt. 2022 wurde die Adrasteia anlässlich der Delegiertenversammlung in den Schweizerischen Studentenverein aufgenommen.